# Soudou Daardja Prod
Soudou Daardja Prod est un label discographique guinéen et agence artistique, basée à Conakry.

## Histoire
Le label est fondé en 2010 en Guinée et appartient à l'artiste comédien Mamadou Thug. Soudou Daardja Prod est spécialisé dans l’événementiel, ingénierie culturelle, médiation culturelle et productions d’œuvres musicales, notamment les musiques pastorales. Il évolue avec des comédiens, des chanteurs, des poètes et slameurs. Ils ont produit plusieurs artistes et événements.
À cause du contexte sociopolitique en Guinée, Soudou Daardja Prod reporte la sortie du single Latimtim de Sonna Seck du 7 novembre au 11 novembre 2020. Le lundi 18 avril 2022, le label annonce la nomination de Mamadou Yaya Diallo « Le Guide », Oumar Sadio Diallo « Philanthrope » et Ibrahima Sory Tounkoura pour la direction du Festival des Arts et du Rire de Labé.

## Événements
- L'Open Comédie Club : rendez-vous international du rire en Guinée
- Festival des arts et du rire : festival international du rire en Guinée[4],[5] qui a réuni chaque année depuis 2016 des humoristes de la Guinée et de l'Afrique telle que  Adama Dahico[6], Michel Gohou[7], Zongo et Tao.
- Daardja Comedy Club : détecter et encourager la nouvelle génération.
- Le rire non-stop : événement hebdomadaire avec Sherif Prod.

## Artistes

### Artistes actuels
- Mamadou Thug
- Mamadou Yaya Diallo
- Binta Laly Sow
- Diallo Cravate
- Sonna Seck[8]
- Binette Diallo (communication)

### Anciens artistes
- Bah Wury
- Mody Majam
- Duo Tourou_Tourou
- Pothiol
- Thierno Mamou